# Arbeitsgemeinschaft Berufsbildungsforschungsnetz

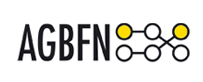
Arbeitsgemeinschaft Berufsbildungsforschungsnetz

Die Arbeitsgemeinschaft Berufsbildungforschungsnetz (AG BFN) ist ein freiwilliger Zusammenschluss von Einrichtungen, die Beiträge zur Berufsbildungsforschung aus unterschiedlichen wissenschaftlichen Disziplinen leisten. Sie wurde am 7. Juni 1991 gegründet und hat ihren Sitz in Nürnberg.
In der AG BFN arbeiten zusammen
- die Sektion für Berufs- und Wirtschaftspädagogik (BWP) der Deutschen Gesellschaft für Erziehungswissenschaften,
- das Institut für Arbeitsmarkt- und Berufsforschung der Bundesanstalt für Arbeit (IAB),
- die pädagogischen Institute für den Bereich Berufsbildung der Bundesländer,
- Forschungsinstitute in privater und öffentlicher Trägerschaft sowie
- das Bundesinstitut für Berufsbildung (BIBB).[1]

Aufgabe der AG BFN ist die Weiterentwicklung der Berufsbildung als Teil sowohl des Bildungs- wie auch des Beschäftigungssystems auf wissenschaftlicher Grundlage.
Dazu veranstaltet sie in regelmäßigen Abständen ein „Forum Berufsbildungsforschung“ und in unregelmäßigen Abständen thematische Workshops zu aktuellen Forschungsthemen der Berufsbildung. Außerdem ist sie Mitherausgeberin des Publikationsservers für Berufsbildungsliteratur VET Repository.
Seit seiner Gründung ist die AG BFN Mitglied im europäischen Netzwerk zur beruflichen Bildung ReferNet.
Seit 2013 vergibt die AG BFN alle zwei Jahre den nach Friedrich Edding benannten den Friedrich-Edding-Preis für Berufsbildungsforschung für herausragende Dissertationen, die sich mit Fragen der Berufsbildung beschäftigen.